# Ella Fitzgerald
Ella Jane Fitzgerald  (sinh ngày 25 tháng 4 năm 1917 – mất ngày 15 tháng 6 năm 1996) là nữ ca sĩ nhạc Jazz người Mỹ. Trong sự nghiệp ca hát kéo dài 59 năm, bà đã giành 14 giải Grammy, được tổng thống Ronald Reagan trao tặng Huân chương Nghệ thuật Quốc gia và tổng thống George H. W. Bush trao tặng Huân chương Tự do của Tổng thống.
Bà thường được gọi bằng danh hiệu Đệ nhất phu nhân của Ca khúc (First Lady of Song), Nữ hoàng Jazz và Lady Ella. Bà đã được ghi nhận cho sự trong trẻo của giai điệu, ngôn từ hoàn hảo, phân nhịp và ngữ điệu, và khả năng ứng tác.

## Thời trẻ
Ella Fitzgerald sinh ra tại Newport News, Virginia. Bà là kết quả của cuộc hôn nhân không hôn thú giữa William và Temperance "Tempie" Fitzgerald. Cha mẹ bà chia tay ngay sau khi bà ra đời và mẹ bà chuyển tới Yonkers, New York sống với bạn trai là Joseph Da Silva. Em gái cùng mẹ khác cha của bà, Frances Da Silva, sinh năm 1923.
Năm 1932, mẹ bà chết vì một cơn đau tim. Vì cú sốc này, bà học hành sút hẳn và thường xuyên bỏ học. Bà bị cha dượng lạm dụng và được một người dì nhận nuôi. Bà từng giữ chân cảnh giới cho một nhà chứa và chạy việc vặt cho những trùm số đề có liên quan đến mafia. Khi nhà chức trách bắt được bà, đầu tiên họ gửi bà tới trại trẻ mồ côi ở Riverdale, Bronx. Sau đó, vì trại trẻ mồ côi quá tải, bà đã được chuyển đến trường giáo dưỡng dành cho nữ ở Hudson, New York. Cuối cùng, bà bỏ trốn và sống lang thang một thời gian.

## Sự nghiệp
Ngày 21 tháng 11 năm 1934, bà bắt đầu bước vào nghiệp ca hát ở nhà hát Apollo ở Harlem, New York. Sau đó, bà giành cơ hội thử sức trong cuộc thi "Amateur Nights" mà nhà hát này tổ chức. Bà định dự thi bằng một tiết mục khiêu vũ nhưng bị chị em Edwards, một đôi vũ công địa phương, đe doạ nên đã chuyển sang hát. Bà đã đoạt giải nhất với phần thưởng 25 đô-la.
Tháng 1 năm 1935, Ella Fitzgerald có cơ may biểu diễn một tuần với ban nhạc Tiny Bradshaw ở nhà hát Opera Harlem. Tại đây, bà gặp tay trống thủ lĩnh ban nhạc Chick Webb. Webb đã thuê Charlie Linton làm ca sĩ trong ban và không muốn nhận Ella vì bà "chậm chạp và lôi thôi, một viên kim cương thô". Webb cho bà một cơ hội để thử nghiệm với ban nhạc của ông khi họ chơi cho một buổi khiêu vũ ở đại học Yale.
Đến năm 1935, bà bắt đầu hát thường xuyên cùng ban nhạc của Webb ở Harlem's Savoy Ballroom. Cùng với họ, bà đã thu âm nhiều bài hát được yêu thích như "Love and Kisses" and "(If You Can't Sing It) You'll Have to Swing It (Mr. Paganini)". Nhưng phải đến năm 1938, nhờ một bài hát trẻ trung tên là "A-Tisket, A-Tasket" do bà đồng sáng tác, bà mới được đông đảo công chúng biết tới. Chick Webb qua đời ngày 16 tháng 6 năm 1939, và ban nhạc của ông đổi tên thành "Ella Fitzgerald and her Famous Orchestra" do Ella làm thủ lĩnh. Năm 1942, bà tách khỏi ban nhạc để bắt đầu sự nghiệp biểu diễn độc lập. Ký hợp đồng với hãng Decca, bà đã có rất nhiều bài được yêu thích rộng rãi khi thu âm chung với những nghệ sĩ tiếng tăm như the Ink Spots, Louis Jordan, the Delta Rhythm Boys.
Nhờ có người quản lý là Milt Gabler của Decca, Ella bắt đầu cộng tác với ông bầu nhạc Jazz Norman Granzas, thường xuyên xuất hiện trong những buổi hoà nhạc mang tên Jazz at the Philharmonic (JATP) của ông. Quan hệ của bà với Granz còn được củng cố hơn nữa khi ông trở thành người quản lý của bà. Bản ghi âm năm 1945 mang tên "Flying Home" sau này được báo New York Times miêu tả như "một trong những bản ghi âm jazz-thanh nhạc có ảnh hưởng nhất của thập kỷ". Bài bebop "Oh, Lady be Good!" (1947) cũng nổi tiếng tương tự và nâng bà lên vị trí những ca sĩ jazz hàng đầu.
Ella tiếp tục biểu diễn trong những buổi hoà nhạc JATP của Granz cho đến năm 1955. Bà rời bỏ Granz và hãng Decca, thành lập hãng thu âm Verve Records. Sau này, bà nói về thời kỳ này như một bước ngoặt mang tính chiến lược. Album "Ella Fitzgerald Sings the Cole Porter Songbook", phát hành năm 1956, là album đầu tiên trong số 8 album thuộc loạt Songbook mà Ella sẽ thu âm cho Verve từ năm 1956 đến 1964. Loạt album Songbook này được các nhà phê bình đánh giá cao và rất thành công về mặt thương mại. Đây cũng chính là đóng góp nổi bật nhất của bà cho văn hoá Mỹ.
Verve Records đã được bán cho hãng MGM vào năm 1963 với giá 3 triệu USD. Năm 1967, MGM thất bại trong việc gia hạn hợp đồng với Ella. Trong 5 năm tiếp theo, bà chuyển qua chuyển lại trong phạm vi 3 hãng thu âm là Atlantic, Capitol và Reprise. Với Capitol, bà ghi âm album thánh ca "Brighten the Corner", "Ella Fitzgerald's Christmas"- album gồm những bài hát mừng Giáng sinh truyền thống, "Misty Blue"- album nhạc đồng quê mang âm hưởng miền Tây, và "30 by Ella".
Năm 1972, thành công bất ngờ của album "Jazz at Santa Monica Civic '72" giúp Granz thành lập hãng thu âm Pablo Records, hãng thu âm riêng đầu tiên của ông kể từ khi bán Verve. Ella thực hiện khoảng 20 album cho hãng này. Album thu âm trực tiếp "Ella in London" năm 1974 với Tommy Flanagan (piano), Joe Pass (guitar), Keter Betts (bass) và Bobby Durham (trống) là một trong những album hay nhất của bà. Gặp nhiều vấn đề về sức khoẻ, Ella Fitzgerald thực hiện những bản thu cuối cùng vào năm 1991. Đến năm 1993, bà biểu diễn trước công chúng lần cuối. Cùng năm đó, bà thành lập quỹ từ thiện mang tên mình để quyên góp sách giúp đỡ những trẻ em có nguy cơ cao và hỗ trợ những người gặp hoàn cảnh khó khăn.

## Đời sống riêng tư
Ella Fitzgerald kết hôn ít nhất 2 lần và có bằng chứng cho thấy bà có thể đã kết hôn lần thứ ba.
Năm 1941, bà kết hôn với Benny Kornegay, một công nhân bốc xếp và là tay buôn ma tuý đã có tiền án. Cuộc hôn nhân chấm dứt sau 2 năm.
Bà kết hôn lần thứ hai tháng 12 năm 1947, với tay chơi bass nổi tiếng Ray Brown, người mà một năm trước bà đã gặp khi đi lưu diễn với ban nhạc Dizzy Gillespie. Họ cùng nhau nhận nuôi con của Frances, người em gái cùng cha khác mẹ của Ella. Đứa trẻ được đặt tên là Ray Brown Jr. Hai người ly hôn năm 1953, vì lý do áp lực công việc. Dù vậy, họ vẫn tiếp tục biểu diễn cùng nhau.
Tháng 7 năm 1957, Reuters đưa tin Ella Fitzgerald đã bí mật kết hôn với một người Na Uy trẻ tuổi tên là Thor Einar Larsen ở Oslo. Bà thậm chí đã tính chuyện tương lai khi sắm sửa nội thất cho một căn hộ ở Oslo. Nhưng mối quan hệ này nhanh chóng bị quên lãng khi Larsen bị tuyên phạt 5 tháng lao động khổ sai ở Thụy Điển vì trộm tiền của một phụ nữ trẻ, người mà anh ta đã đính hôn.

## Những thành tựu và giai đoạn cuối đời
Ella Fitzgerald đã đoạt 14 giải Grammy, bao gồm giải cho giọng ca Jazz hay nhất, giọng ca Pop hay nhất, trình diễn xuất sắc nhất, album xuất sắc nhất và giải thành tựu trọn đời. Bà còn được trao tặng nhiều danh hiệu và giải thưởng cao quý khác như:
- Chủ tịch danh dự của Martin Luther King Foundation (1967)
- Giải thưởng Thành tựu trọn đời Bing Crosby (1967)
- Huy chương danh dự của Trung tâm Kennedy (1979)
- Giải thưởng Lord & Taylor Rose vì những đóng góp xuất sắc cho âm nhạc (1980)
- Huân chương Nghệ thuật Quốc gia (1987)
- Huân chương Văn học Nghệ thuật Pháp (1990)
- Huân chương Tự do của Tổng thống
- Tiến sĩ danh dự của các trường đại học Harvard, Yale, Dartmouth, Maryland Eastern Shore, Howard và Princeton

Những năm cuối đời, Ella bị mù do hậu quả của bệnh tiểu đường. Năm 1993, bà phải cắt cụt cả hai chân. Năm 1996, bà mất vì bệnh tại Beverly Hills, California, hưởng thọ 79 tuổi. Bà được an táng tại nghĩa trang Inglewood Park ở Inglewood, California. Tư liệu về sự nghiệp cũng thành tựu của bà được cất giữ tại Trung tâm Lưu trữ của Bảo tàng Lịch sử Quốc gia Hoa Kỳ thuộc Viện Smithsonian. Một số tư liệu cá nhân khác được lưu trữ tại các thư viện lớn như Thư viện Quốc hội, Thư viện Schlesinger của Đại học Harvard, Thư viện Schoenberg của đại học California.

### Các giải thưởng Ella Fitzgerald đã nhận

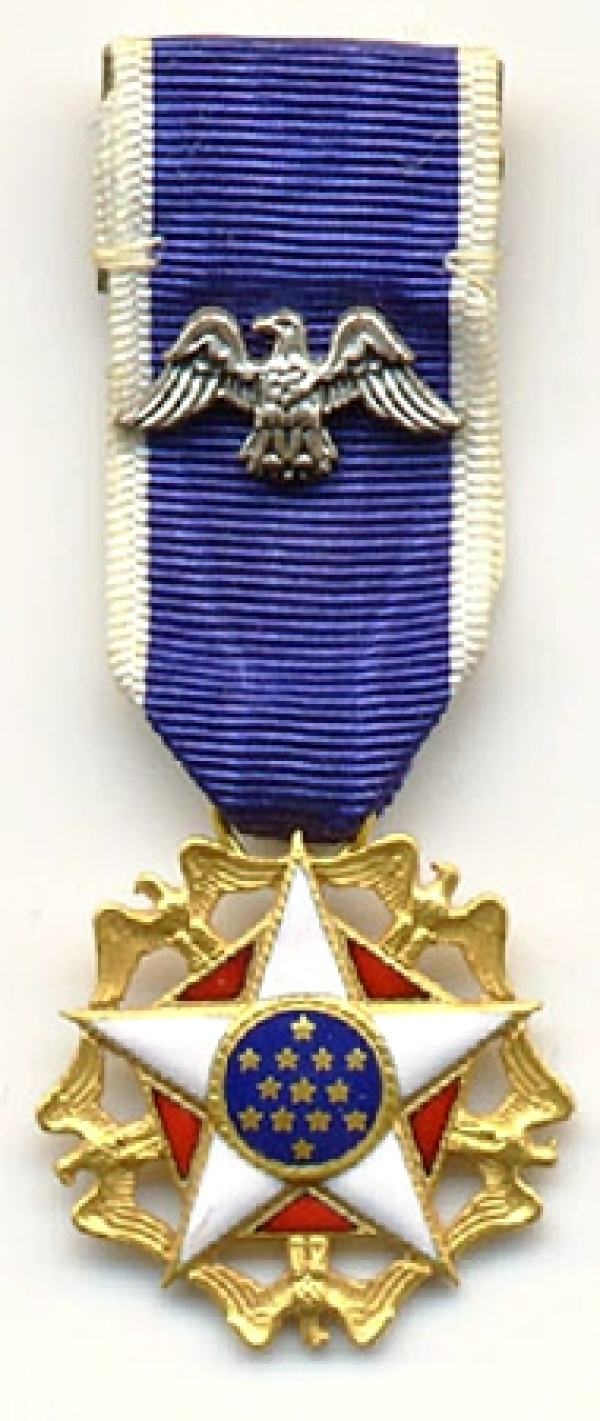
National Medal of Arts

- Honorary membership of Alpha Kappa Alpha (1960)
- American Society of Composers, Authors and Publishers highest honor (1965)
- Bing Crosby Lifetime Achievement Award (1967)
- Honorary chairmanship of the Martin Luther King Foundation (1967)
- Award of Distinction from the National Association of Sickle cell Diseases (1976)
- Women at Work organization's Bicentennial Woman (1976)

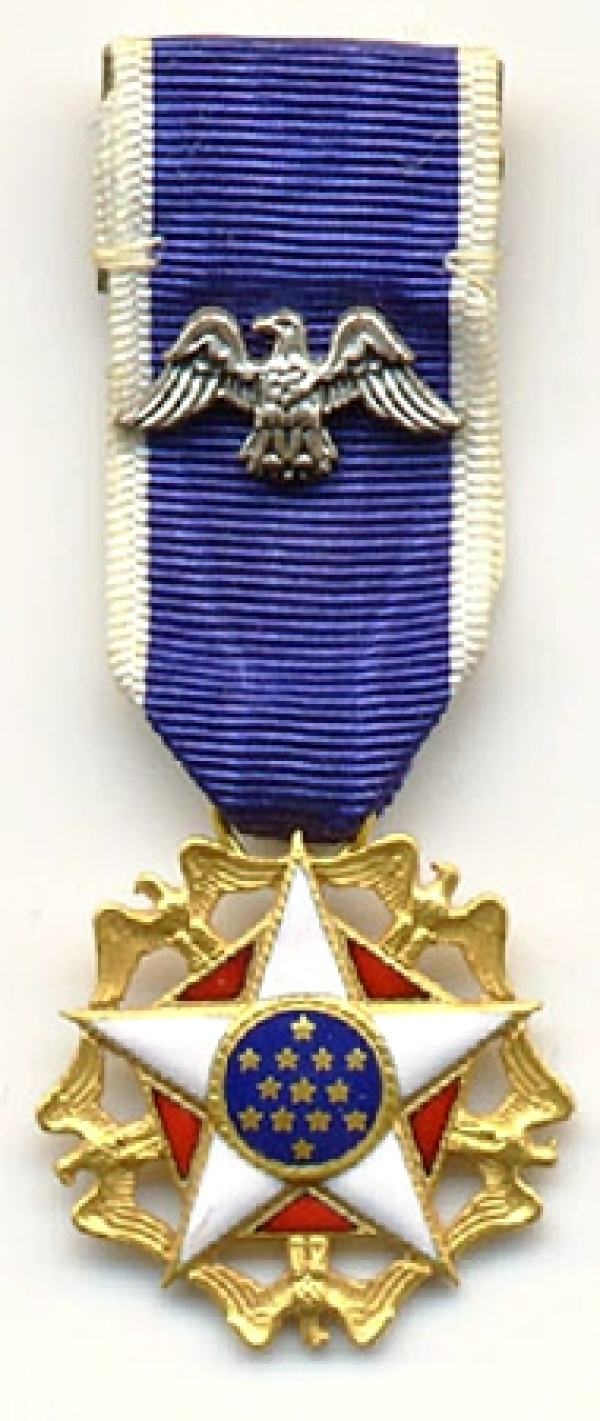
Presidential Medal of Freedom

- Kennedy Center for the Performing Arts Medal of Honor Award (1979)
- Inductee into the Big Band and Jazz Hall of Fame (1979)
- Inductee into the Down Beat Jazz Hall of Fame (1979)
- Will Rogers award from the Beverly Hills Chamber of Commerce and Civic Association (1980)
- Lord & Taylor Rose award for outstanding contribution to music (1980)
- Doctor of Human Letters from Talladega College of Alabama (1980)
- Hasty Pudding Woman of the Year from Harvard (1982)
- George Peabody Medal for Outstanding Contributions to Music in America (1983)
- National Endowment for the Arts Jazz Masters award (1985)
- National Medal of Art awarded by President Ronald Reagan (1987)
- UCLA Medal for Musical Achievements (1987)
- NAACP Image Award (1988)
- The first Society of Singers Lifetime Achievement Award, named "Ella" in her honor (1989)
- Order of Arts and Letters, France (1990)
- Huân chương Tự do Tổng thống do George H. W. Bush trao
- National Academy of Recording Arts and Sciences' Lifetime Achievement Award
- Pied Piper Award
- George and Ira Gershwin Award for Outstanding Achievement
- Honorary doctorates from Harvard University, Yale University, Dartmouth, University of Maryland Eastern Shore, Howard University và Princeton
- VH1's 100 Greatest Women in Rock & Roll rank #13 (1999 – posthumous)

#### Giải Grammy
Ella Fitzgerald đã đoạt 14 giải Grammy, bao gồm giải cho giọng ca Jazz hay nhất, giọng ca Pop hay nhất, trình diễn xuất sắc nhất, album xuất sắc nhất và giải thành tựu trọn đời năm 1967.
Grammy Award for Best Jazz Performance, Soloist:
- Ella Fitzgerald for Ella Fitzgerald Sings the Duke Ellington Songbook (1958)

Giải Grammy cho Trình diễn giọng pop nữ xuất sắc nhất:
- Ella Fitzgerald for Ella Fitzgerald Sings the Irving Berlin Songbook (1958)

Giải Grammy cho Trình diễn giọng pop nữ xuất sắc nhất:
- Ella Fitzgerald for But Not for Me (from Ella Fitzgerald Sings the George and Ira Gershwin Songbook (1959)

Grammy Award for Best Jazz Performance, Soloist:
- Ella Fitzgerald for Ella Swings Lightly (1959)

Giải Grammy cho Trình diễn giọng pop nữ xuất sắc nhất:
- Ella Fitzgerald for Ella in Berlin: Mack the Knife  (1960)

Giải Grammy cho Trình diễn giọng pop nữ xuất sắc nhất:
- Ella Fitzgerald for Mack the Knife (from Ella in Berlin: Mack the Knife) (1959)

Giải Grammy cho Trình diễn giọng pop nữ xuất sắc nhất:
- Ella Fitzgerald for Ella Swings Brightly with Nelson (1962)

Grammy Award for Best Jazz Vocal:
- Ella Fitzgerald for Fitzgerald and Pass... Again (1976)

Grammy Award for Best Jazz Vocal:
- Ella Fitzgerald for Fine and Mellow (1979)

Grammy Award for Best Jazz Vocal Performance, Female:
- Ella Fitzgerald for A Perfect Match (1980)

Grammy Award for Best Jazz Vocal Performance, Female:
- Ella Fitzgerald for Digital III at Montreux (1981)

Grammy Award for Best Jazz Vocal Performance, Female:
- Ella Fitzgerald for The Best Is Yet to Come (1983)

Grammy Award for Best Jazz Vocal Performance, Female:
- Ella Fitzgerald for All That Jazz (1990)

Grammy Award for Best Historical Album:
- Ella Fitzgerald for The Complete Ella Fitzgerald Songbooks (1995)